# شهرستان کرج
شهرستان کَرَج یکی از شهرستان‌های استان البرز است که در شرق این استان واقع شده است. مرکز این شهرستان، شهر کرج است. این شهرستان در سال‌های اخیر تغییرات اداری قابل توجهی را تجربه کرده است. در سال ۱۳۸۸، شهر آسارا از ادغام سه روستا تشکیل شد. در سال ۱۳۸۹، شهرستان کرج از استان تهران جدا شد و به استان تازه تأسیس البرز پیوست. در سال‌های ۱۳۹۱ و ۱۳۹۲، بخش اشتهارد و بخش‌هایی از شهرستان، از جمله شهر مشکین‌دشت و محله فردیس، از آن جدا شدند و به ترتیب شهرستان‌های اشتهارد و فردیس را تشکیل دادند.
از نظر جمعیتی، شهرستان کرج رشد چشمگیری داشته است. سرشماری سال ۱۳۸۵ جمعیت این شهرستان را ۱٬۷۰۹٬۴۸۱ نفر ثبت کرد که تا سال ۱۳۹۵ به ۱٬۹۷۳٬۴۷۰ نفر افزایش یافت. بخش مرکزی شهرستان کرج پرجمعیت‌ترین بخش است و شهر کرج به تنهایی بیش از ۱٫۵ میلیون نفر جمعیت دارد. دیگر مناطق شهری مهم شامل کمال‌شهر، ماهدشت و محمدشهر هستند. بخش آسارا، اگرچه کم‌جمعیت‌تر است، به تنوع جمعیتی شهرستان کمک می‌کند.
شهرستان کرج به دلیل مناظر طبیعی زیبا، از جمله دره کرج و سد امیرکبیر، که از جاذبه‌های گردشگری محبوب هستند، شناخته می‌شود. ساختار اداری این شهرستان شامل چندین دهستان و شهر است که نشان‌دهنده ترکیبی از ویژگی‌های شهری و روستایی است.

## تقسیمات کشوری

### تاریخچه
محدوده اولیه این شهرستان برابر با استان البرز کنونی بود تا اینکه شهرستان ساوجبلاغ در سال ۱۳۶۸ از کرج جدا شد، البته قلمرو اولیه شهرستان ساوجبلاغ علاوه بر قلمرو کنونی شامل دو شهرستان نظرآباد و طالقان نیز می‌شد، زمانی که استان البرز تأسیس شد، اشتهارد و فردیس نیز بخشی از شهرستان بودند، اما شهرستان اشتهارد در سال ۱۳۹۱ و شهرستان فردیس در خرداد سال ۱۳۹۲ از این شهرستان جدا شدند.

### تقسیمات کنونی
این شهرستان شامل دو بخش است به نامهای بخش مرکزی و بخش آسارا.
- بخش مرکزی شامل سه دهستان و پنج شهر می‌باشد که عبارتند از:
  - شهرها: کرج، ماهدشت، کمال‌شهر، محمدشهر و گرمدره.
  - دهستان گرم‌دره
  - دهستان محمدآباد
  - دهستان کمال‌آباد
- بخش آسارا شامل سه دهستان و یک شهر می‌باشد که عبارتند از:
  - شهر: آسارا
  - دهستان آدران
  - دهستان آسارا
  - دهستان نسا

## جمعیت
جمعیت شهرستان کرج در سر شماری سال ۱۳۹۵ برابر با ۱۹۷۳۴۷۰ نفر بوده است.

## مردم‌شناسی
نظرسنجی سال ۱۳۸۹
طی پژوهشی که شرکت پژوهشگران خبرهٔ پارس به سفارش شورای فرهنگ عمومی در سال ۸۹ انجام داد و براساس یک بررسی میدانی و یک جامعهٔ آماری از میان ساکنان ۲۸۸ شهر و حدود ۱٬۴۰۰ روستای سراسر کشور، درصد اقوامی که در این نظر سنجی نمونه‌گیری شد در کرج به قرار زیر بود:
| اقوام کلانشهر کرج | اقوام کلانشهر کرج | اقوام کلانشهر کرج | اقوام کلانشهر کرج | اقوام کلانشهر کرج |
| ----------------- | ----------------- | ----------------- | ----------------- | ----------------- |
| قومیت             | قومیت             |                   | درصد              | درصد              |
| فارس، تات         | فارس، تات         |                   | ۵۳٪               | ۵۳٪               |
| آذری              | آذری              |                   | ۳۰٪               | ۳۰٪               |
| کرد               | کرد               |                   | ۷٫۲٪              | ۷٫۲٪              |
| طبری و گیلک       | طبری و گیلک       |                   | ۵٪                | ۵٪                |
| لر                | لر                |                   | ۴٫۱٪              | ۴٫۱٪              |
| عرب               | عرب               |                   | ۰٫۹٪              | ۰٫۹٪              |
| سایر              | سایر              |                   | ۰٫۳٪              | ۰٫۳٪              |

منبع:

### زبان
زبان‌های رایج در شهرستان کرج:
1. زبان فارسی: این زبان گویش اصلی شهر کرج و رایج‌ترین زبان بین اقوام مختلف کرج می‌باشد.
2. گویش کرجی: گویش کرجی گویشی از خانواده گویش‌های فارسی-مازندرانی می‌باشد این گویش توسط بومیان شهرستان فردیس، شهرستان ساوجبلاغ و کرج گویش می‌شود، گویش کرجی زبان بومی نواحی نواحی مرکزی و جنوبی شهرستان کرج می‌باشد. این گویش در محلات مختلف کرج همچون حصار، سرجوب، وسیه، بیلقان، مصباح، سرحد آباد، کلاک، سیاکلان، آتشگاه، دوروان گوهردشت، ده کرج و غیره گویش می‌شود. در شهرستان ساوجبلاغ این گویش توسط بومیان هشتگرد و آبادی‌هایی همچون سیرود، اسپی داران (سپیدداران)، اسکول دره، کله رود (گلین رود)، عالم زمین، ولیان، آغشت، برغان، بانو صحرا، خوروین، ورده (هندوکوچیک)، سیواندره، سیبستان، آجین دوجین، کوشک زر، آردهه، فشند، ینگی امام، شنده، سنج، بریانچال، سرهه، طالیان و غیره گویش می‌شود.[۵]
3. گویش قصرانی: گویش قصرانی گویشی از زبان مازندرانی می‌باشد که در شمال شهرستان کرج نواحی همچون شهرستانک، لانیز، شلنک و همه جا گویش می‌شود.[۶]
4. گویش ولاترویی: گویش ولاترویی گویشی از زبان مازندرانی می‌باشد که در محدوده ولایت‌رود تا گچسر صحبت می‌شود.[۷]

## آب و هوا
- جدول آب و هوای شهرستان کرج[۸][۹][۱۰][۱۱]

| ژ                                                   | ف        | م        | آ        | م       | ژ       | ژ       | آ       | س       | اُ       | ن        | د        |
| ۴۴ ۴− ۱۳−                                           | ۴۸ ۱ ۱۱− | ۵۲ ۱۱ ۶− | ۴۸ ۱۷ ۱− | ۲۵ ۲۶ ۵ | ۷ ۳۴ ۱۲ | ۶ ۳۷ ۱۵ | ۳ ۳۷ ۱۵ | ۴ ۳۲ ۱۳ | ۲۶ ۲۳ ۴ | ۴۵ ۱۱ ۴− | ۴۰ ۱ ۱۰− |
| میانگین بالاترین و پایین‌ترین دما به مقیاس سانتیگراد |          |          |          |         |         |         |         |         |         |          |          |
| بارندگی به مقیاس میلی‌متر                            |          |          |          |         |         |         |         |         |         |          |          |
| منبع:                                               |          |          |          |         |         |         |         |         |         |          |          |

| مقیاس فارنهایت و اینچ                              | مقیاس فارنهایت و اینچ | مقیاس فارنهایت و اینچ | مقیاس فارنهایت و اینچ | مقیاس فارنهایت و اینچ | مقیاس فارنهایت و اینچ | مقیاس فارنهایت و اینچ | مقیاس فارنهایت و اینچ | مقیاس فارنهایت و اینچ | مقیاس فارنهایت و اینچ | مقیاس فارنهایت و اینچ | مقیاس فارنهایت و اینچ |
| -------------------------------------------------- | --------------------- | --------------------- | --------------------- | --------------------- | --------------------- | --------------------- | --------------------- | --------------------- | --------------------- | --------------------- | --------------------- |
| ژ                                                  | ف                     | م                     | آ                     | م                     | ژ                     | ژ                     | آ                     | س                     | اُ                     | ن                     | د                     |
| ۱٫۷ ۲۵۹                                            | ۱٫۹ ۳۴۱۲              | ۲ ۵۲۲۱                | ۱٫۹ ۶۳۳۰              | ۱ ۷۹۴۱                | ۰٫۳ ۹۳۵۴              | ۰٫۲ ۹۹۵۹              | ۰٫۱ ۹۹۵۹              | ۰٫۲ ۹۰۵۵              | ۱ ۷۳۳۹                | ۱٫۸ ۵۲۲۵              | ۱٫۶ ۳۴۱۴              |
| میانگین بالاترین و پایین‌ترین دما به مقیاس فارنهایت |                       |                       |                       |                       |                       |                       |                       |                       |                       |                       |                       |
| بارندگی به مقیاس اینچ                              |                       |                       |                       |                       |                       |                       |                       |                       |                       |                       |                       |

| ژ                                                   | ف        | م        | آ        | م       | ژ       | ژ       | آ       | س       | اُ       | ن        | د        |
| ۴۴ ۴− ۱۳−                                           | ۴۸ ۱ ۱۱− | ۵۲ ۱۱ ۶− | ۴۸ ۱۷ ۱− | ۲۵ ۲۶ ۵ | ۷ ۳۴ ۱۲ | ۶ ۳۷ ۱۵ | ۳ ۳۷ ۱۵ | ۴ ۳۲ ۱۳ | ۲۶ ۲۳ ۴ | ۴۵ ۱۱ ۴− | ۴۰ ۱ ۱۰− |
| میانگین بالاترین و پایین‌ترین دما به مقیاس سانتیگراد |          |          |          |         |         |         |         |         |         |          |          |
| بارندگی به مقیاس میلی‌متر                            |          |          |          |         |         |         |         |         |         |          |          |
| منبع:                                               |          |          |          |         |         |         |         |         |         |          |          |

| مقیاس فارنهایت و اینچ                              | مقیاس فارنهایت و اینچ | مقیاس فارنهایت و اینچ | مقیاس فارنهایت و اینچ | مقیاس فارنهایت و اینچ | مقیاس فارنهایت و اینچ | مقیاس فارنهایت و اینچ | مقیاس فارنهایت و اینچ | مقیاس فارنهایت و اینچ | مقیاس فارنهایت و اینچ | مقیاس فارنهایت و اینچ | مقیاس فارنهایت و اینچ |
| -------------------------------------------------- | --------------------- | --------------------- | --------------------- | --------------------- | --------------------- | --------------------- | --------------------- | --------------------- | --------------------- | --------------------- | --------------------- |
| ژ                                                  | ف                     | م                     | آ                     | م                     | ژ                     | ژ                     | آ                     | س                     | اُ                     | ن                     | د                     |
| ۱٫۷ ۲۵۹                                            | ۱٫۹ ۳۴۱۲              | ۲ ۵۲۲۱                | ۱٫۹ ۶۳۳۰              | ۱ ۷۹۴۱                | ۰٫۳ ۹۳۵۴              | ۰٫۲ ۹۹۵۹              | ۰٫۱ ۹۹۵۹              | ۰٫۲ ۹۰۵۵              | ۱ ۷۳۳۹                | ۱٫۸ ۵۲۲۵              | ۱٫۶ ۳۴۱۴              |
| میانگین بالاترین و پایین‌ترین دما به مقیاس فارنهایت |                       |                       |                       |                       |                       |                       |                       |                       |                       |                       |                       |
| بارندگی به مقیاس اینچ                              |                       |                       |                       |                       |                       |                       |                       |                       |                       |                       |                       |